# Мельничный (приток Летней)
Мельничный — ручей в России, протекает по территории Куземского сельского поселения Кемского района Республики Карелии. Длина ручья — 17 км.
Ручей берёт начало из болота без названия на высоте выше 25 м над уровнем моря и далее течёт преимущественно в юго-восточном направлении по заболоченной местности.
Ручей в общей сложности имеет три малых притока суммарной длиной 8,0 км.
Впадает на высоте выше 0,2 м над уровнем моря в реку Летнюю, впадающую в Белое море.
В нижнем течении Мельничный пересекает линию железной дороги Санкт-Петербург — Мурманск.
Населённые пункты на ручье отсутствуют.
Код объекта в государственном водном реестре — 02020000712202000002657.